# Nectophryne afra
O Nectophryne afra é uma espécie de sapo do gênero Nectophryne, da fam'ilia Bufonidae. Ele pode ser encontrado em Camarões, República Democrática do Congo, Guiné Equatorial, Gabão, Nigéria e, possivelmente, o República do Congo e a República Centro-Africana. Seu habitat natural são as florestas úmidas tropicais e subtropicais e áreas florestais bem degradadas. 